# Logan Stanley
Logan Stanley (né le 26 mai 1998 à Kitchener dans la province de l'Ontario au Canada) est un joueur canadien de hockey sur glace. Il évolue au poste de défenseur.

## Biographie
Stanley est sélectionné au 1er tour (12e au total) par les Spitfires de Windsor lors du repêchage de la LHO 2014. Éligible au repêchage d'entrée dans la LNH 2016, il est choisi au 18e rang au total par les Jets de Winnipeg.
Le 7 décembre 2016, il signe son contrat d'entrée de 3 ans avec les Jets.
Le 28 mai 2017, il remporte la Coupe Memorial avec les Spitfires, équipe hôte du tournoi.
Le 18 janvier 2021, il joue son premier match dans la Ligue nationale de hockey avec les Jets chez les Maple Leafs de Toronto.

## Statistiques

### En club
| Saison     | Équipe               | Ligue      |     | Saison régulière | Saison régulière | Saison régulière | Saison régulière | Saison régulière |   | Séries éliminatoires | Séries éliminatoires | Séries éliminatoires | Séries éliminatoires | Séries éliminatoires |
| Saison     | Équipe               | Ligue      | PJ  | B                | A                | Pts              | Pun              | PJ               | B | A                    | Pts                  | Pun                  |                      |                      |
| 2014-2015  | Spitfires de Windsor | LHO        | 59  | 0                | 4                | 4                | 60               | -                | - | -                    | -                    | -                    |                      |                      |
| 2015-2016  | Spitfires de Windsor | LHO        | 64  | 5                | 12               | 17               | 103              | 5                | 1 | 0                    | 1                    | 16                   |                      |                      |
| 2016-2017  | Spitfires de Windsor | LHO        | 35  | 4                | 13               | 17               | 62               | -                | - | -                    | -                    | -                    |                      |                      |
| 2017-2018  | Rangers de Kitchener | LHO        | 61  | 15               | 27               | 42               | 111              | 19               | 4 | 12                   | 16                   | 20                   |                      |                      |
| 2018-2019  | Moose du Manitoba    | LAH        | 73  | 6                | 16               | 22               | 70               | -                | - | -                    | -                    | -                    |                      |                      |
| 2019-2020  | Moose du Manitoba    | LAH        | 44  | 3                | 7                | 10               | 73               | -                | - | -                    | -                    | -                    |                      |                      |
| 2020-2021  | Jets de Winnipeg     | LNH        | 37  | 1                | 3                | 4                | 26               | 8                | 2 | 1                    | 3                    | 4                    |                      |                      |
| 2021-2022  | Jets de Winnipeg     | LNH        | 58  | 1                | 12               | 13               | 44               | -                | - | -                    | -                    | -                    |                      |                      |
| 2022-2023  | Jets de Winnipeg     | LNH        | 19  | 1                | 2                | 3                | 21               | 1                | 0 | 0                    | 0                    | 0                    |                      |                      |
| 2023-2024  | Jets de Winnipeg     | LNH        | 25  | 1                | 1                | 2                | 36               | 3                | 0 | 1                    | 1                    | 6                    |                      |                      |
| Totaux LNH | Totaux LNH           | Totaux LNH | 139 | 4                | 18               | 22               | 127              | 12               | 2 | 2                    | 4                    | 10                   |                      |                      |

### En équipe nationale
| Année | Compétition                          |   | PJ | B | A | Pts | Pun               |  | Résultat |
| 2015  | Défi mondial -17 ans                 | 5 | 2  | 0 | 2 | 0   | Médaille d'argent |  |          |
| 2016  | Championnat du monde moins de 18 ans | 7 | 0  | 1 | 1 | 12  | 4e place          |  |          |